# La vida i la mort d'en Jordi Fraginals
La vida i la mort d'en Jordi Fraginals (1912) és una novel·la de Josep Pous i Pagès.
L'obra aplega les principals característiques de la novel·lística modernista, a la qual pertany per dret propi: Jordi, el protagonista, és rebel i inconformista i lluita, principalment, contra el determinisme per aconseguir acomplir la seva voluntat; això es veu perfectament quan abandona el seminari per viure la seva vida sense cap lligam. La psicologia d'en Jordi molts cops va en contra de la societat, cosa que podem observar en les discussions amb el seu pare, o bé quan en Pau Selva no està d'acord que la seva filla s'hi casi perquè considera que seria un pecat, car ell és un exseminarista. En el llibre també podem veure com la psicologia del personatge s'enfronta a tot allò que l'envolta, així com les descripcions molt detallades i pròpies del modernisme com ara la del mas Fraginal.

## Resum del llibre

### Primera part
La primera part del capítol està situada a la gran masia de mas Fraginals que es troba als afores de Sant Esteve.
En Jordi és el segon fill d'en Mateu Fraginals, un home molt aferrat a les tradicions i que té ben clar que el seu fill ha de ser sacerdot. Per aquest motiu, en Jordi comença a estudiar llatí amb el mossèn del poble. Mossèn Llorenç, però, veu que el caràcter d'en Jordi no serveix per ser capellà, ja que el veu molt mogut i despistat, per això Llorenç li promet que si segueix les classes l'ajudarà a cuidar el seu hort, cosa que li agrada a en Jordi.
Un dia mossèn Llorenç va a casa d'en Mateu i li explica que el seu fill no té fusta per ser mossèn, però en Mateu diu que ell ha de seguir aquest camí, ja que és tradició.
En Jordi comença el seminari però sembla que s'hagi mort espiritualment, i no s'hi troba bé dins d'aquest, arriben les vacances d'estiu, en Jordi retorna al mas i segueix igual de trist i mort que en el seminari, cosa que preocupa la seva mare.

### Segona part
Jordi segueix trist fins a l'arribada de les festes i de l'Alberta, que sempre l'acompanya i sempre estan junts, i quan torna a marxar l'Alberta en Jordi torna a decaure i encara que està enamorat de l'Alberta, segueix moix i trist.
Arriba el dia de tornar al seminari allí continua igual, però planeja la seva fugida, el dia de reis quan tothom dormia ell aprofita per escapar-se i se'n va fins a casa de mossèn Llorenç, que l'acull. El mossèn va a parlar amb en Mateu sobre el que ha succeït amb en Jordi. En Mateu s'enfada molt i ja no el vol veure mai més; ja no el considera fill seu. Per això la seva mare, la Mariana, i mossèn Llorenç envien en Jordi a can Martí, un parent de la Mariana, perquè el cuidi.

### Tercera part
En Jordi se'n va a viure a casa del seu oncle Martí, un republicà que va viure a Cuba i que, en tornar, es va establir a Vilallonga. El seu oncle el rep amb els braços oberts, atés la situació en què es troba i el fet que odia el seu cunyat. A més, l'anima a començar en una empresa nova i a quedar de nou amb l'Alberta.
Un dia es decideix d'anar a trobar l'Alberta i aclarir-ho tot. Quan hi arriba, en Pau, el pare de l'Alberta, sospita de la seva visita i l'anima a anar a caçar perquè no es quedi sol amb l'Alberta. Però ells dos el menteixen per quedar-s'hi. Quan en Pau marxa, conversen i s'adonen que es volen casar, però per a casar-se necessiten el permís patern. En Pau, estranyat, vol escriure a en Mateu per preguntar-li la veritat, però en Jordi li ho explica tot.
Després de cinc anys d'espera, en Jordi i l'Alberta es casen. Per a fer-ho, en Jordi demana que faci els papers pel casament, a l'Alberta li costa molt que el seu pare li firmi, ja que en Mateu li donava suport econòmic i no volia perdre'l.
Finalment, es casen, una cerimònia molt íntima, ja que la Mariana no hi pot assistir.

### Quarta part
Ja casats en Jordi i l'Alberta se'n van a viure a Ribelles un poble a prop de Vilallonga, ja que així en Martí no quedava molt lluny i els podia anar a visitar. Aviat, reben la bona notícia que l'Alberta està embarassada, això fa que en Jordi estigui molt més per ella i que en Martí els vagi a veure cada diumenge encara que continuï pensant que el matrimoni ha d'estar sol.
Arriba el dia del bateig d'en Lluís, el fill, i en Jordi està perquè no té la seva mare i aquesta s'ha d'assabentar per mitjà d'una carta, al seu costat però la cerimònia surt rodona. Pocs dies després mossèn Llorenç mor i la família el va a soterrar allí, després de la cerimònia la Mariana va corrents a trobar-se el seu net, llavors en Jordi es retroba amb el seu pare i aquest li gira la cara com si no el conegués. Després de la mort del mossèn, la Mariana mor de tristesa.
En Pau, que estava malament econòmicament, va ser ajudat pel Jordi pagant-li els deutes i oferint-li la seva llar i una feina, que no li dura pas massa, i el negoci d'en Jordi es desfà, ja que es crema tot el bosc que havia comprat amb tots els seus estalvis, això el fa començar de nou. Al final del Capítol mor en Martí, que deixa tot els seus béns a en Jordi.

### Cinquena part
Torna a anar tot bé en la família d'en Jordi, els fills estudien, tal com ell havia volgut, i el negoci va creixent.
Un dia en Jordi rep la notícia que el seu pare és mort van a enterro on veuen en Joan, el germà d'en Jordi.
Llavors en Jordi comença a tenir una crosta en el llavi que mai se li cura, l'Alberta, vol que vagi a veure un metge i que li curi, després d'anar a tres metges i que tots li diguessin que s'ha d'operar, ell s'hi continua resistint, fins que nota unes punxades al llavi, llavors decideix d'anar a un metge, aquest li diu que la seva malaltia, un càncer (que el metge anomena "cranc"), ja no té remei i que només li queda un any de vida, després de la visita en Jordi passeja pels camps com un somnàmbul i a la nit torna cap a casa, a partir d'aquell dia en Jordi comença a acabar tots els seus negocis i a deixar tota la vida de la seva família arreglada, compra una casa i unes terres a prop de la platja i a bon preu i les habilita d'allò més bé perquè la seva dona i els seus fills hi puguin viure i guanyar diners, quan ja ho té tot enllestit, fa un gran convit amb tots els amics i familiars on fa un petit discurs on s'acomiada de tothom i encomana alguna cosa al seu germà que marxa ràpidament.
A la nit en Jordi s'acomiada dels seus fills i finalment li diu la veritat a l'Alberta, i li dona ànims perquè continuï vivint amb els seus fills.
Quan ella es desperta ell ja no hi és, els ha deixat per sempre.
En definitiva en Jordi Fraginals és un gran lluitador de la seva vida, contra el seu destí. S'oposa davant del seu pare, però sempre dona suport a la seva mare Marianna. La Marianna té un gran afecte pels seus fills. En Mateu en canvi sempre s'imposa. La vida d'en Jordi és una vida complicada i sempre amb entrebancs, però se n'acaba sortint, encara que al final, un mal, un càncer li impedeix continuar endavant amb la seva família.

## Personatges
- Cosme i Mossèn Llorenç: aquests dos personatges es complementen l'un amb l'altre, ja que tenen trets que els caracteritza, són tranquils i senzills, i que els diferencia. Per exemple en Cosme és un pastor que tot ho ha après de la naturalesa, i en canvi en Llorenç és un religiós, que basa les explicacions en Déu. Però els dos són caracteritzats perquè ajuden tant a la Mariana com a en Jordi, potser, en Cosme ajuda molt a la Mariana, ja que sempre que sorgeix algun problema ell baixa de la muntanya i l'ajuda i li dona consells i en canvi el mossèn fa el mateix però amb en Jordi.
- Mateu Fraginals i Martí: aquests dos personatges són antagònics totalment, començant pels seus pensaments polítics i els mentals, mentalment en Mateu és una persona arrelada a les tradicions, tossuda, on cada cosa ha d'estar molt pensada, a més a casa seva ell és l'autoritat, es transforma en un dictador, no deixa viure a ningú com vol, se'n desentén del seu fill, i fins i tot acaba matant a la seva dona, ja que fa que estigui en un estat de tristesa constant, crec que aquest personatge va de malament en pitjor, sí que té una evolució però a partir de la fugida del seu fill del seminari es queda estancat ell amb la seva dictadura. En canvi en Martí és un home que no té aquesta passió pels costums i que rep amb gran facilitat a en Jordi i l'accepta com a fill, aquests dos personatges podrien representar la banda bona i la dolenta del llibre.
- Alberta i Marianna: són les dues dones del llibre i són semblants però diferents, les dues demostren el seu amor cap als seus fills però la Mariana en el llibre decau, des de la seva felicitat amb la vida de la família fins a la mort, mai s'oposa al seu marit per aconseguir les coses que ella vol, es queda com una empresonada a les ordres del seu marit i això li fa caure a la pena absoluta, en canvi l'Alberta lluita per tot allò que vol aconseguir, primer perquè el seu pare acceptés que ell i en Jordi s'estimaven, després perquè li firmés el paper de matrimoni, lluita pels seus fills i també per la vida del seu home encara que no ho aconsegueixi.
- Lluís: en Lluís era el fill gran, és seriós i tranquil, era intel·ligent i tenia molt de seny, en Joan el germà petit és bellugadís i no parava mai, tenia la mateixa inquietud del seu pare.
- Jordi: És el personatge principal de la història, i aquest personatge, sí que fa una evolució ascendent, en la seva joventut es veu aclaparat pels estudis i sent una tristesa que el converteix en un mort en vida, més tard és rebutjat pel seu pare i fet fora de casa, però totes aquestes coses no el poden fer aturar, en Jordi és un lluitador nat, tot allò que aconsegueix li requereix un esforç, a més és un personatge que no el pots esgotar mai que no el tomben mai al primer assalt, ja que aixeca una empresa des de zero, n'aixeca una altra després de perdre tota la seva riquesa en un incendi, lluita per l'Alberta, és un personatge que tot allò que es proposa ho aconsegueix i no es deixa vèncer ni per la mort, ja que ell li guanya la partida, crec que la seva mort se la guanya ell mateix, i crec que hi té influència el seu pare, ja que l'únic que ha heretat del seu pare és la seva tossuderia, car per no va voler fer-se una simple operació, es mor. És un gran personatge i que representa la força, el coratge i el valor.
- Joan: és el germà d'en Jordi, ell tampoc s'ha volgut revelar al seu pare per no perdre el seu respecte, en Joan també ajuda a en Jordi en alguns moments.

## Edicions
Des de l'any 1962, s'han realitzat 5 edicions diferents de la novel·la:
- Pous i Pagès, Josep. La vida i la mort d'en Jordi Fraginals.  Edicions 62, S.A., 2015. ISBN 978-84-297-7411-5.
- Pous i Pagès, Josep. La vida i la mort d'en Jordi Fraginals.  Educaula, 2009. ISBN 978-84-92672-10-3.
- Pous i Pagès, Josep. La vida i la mort d'en Jordi Fraginals.  Edicions 62, S.A., 2008. ISBN 978-84-297-1469-2.
- Pous i Pagès, Josep. La vida i la mort d'en Jordi Fraginals.  Ediciones Orbis, S.A., 1985. ISBN 978-84-7634-068-4.
- Pous i Pagès, Josep. La vida i la mort d'en Jordi Fraginals.  Rauter, S.A., 1962. ISBN 978-84-7251-029-6.